# Фанчелли (семья художников)
Фанчелли (итал. Fancelli) — большая семья потомственных итальянских скульпторов, каменщиков, резчиков по дереву и камню и лепщиков-декораторов из города Сеттиньяно близ Флоренции (Тоскана), откуда также был родом знаменитый скульптор Дезидерио да Сеттиньяно.
Родоначальник семьи — Карло Фанчелли Первый (ок. 1566—1640), с 1607 года он работал в Риме, в Ватикане. Четыре его сына — скульпторы: Антонио (1606—1646), работал в Сиене; Джакомо Антонио (1619—1671) — был учеником и помощником Дж. Л. Бернини в Риме; Козимо Фанчелли (1618—1688) также был учеником и сотрудником Бернини, учился и работал вместе с братом у Пьетро да Кортона. Четвёртый брат, скульптор Франческо Фанчелли (1624—1681), работал в Риме.
Известны также сыновья Франческо: скульпторы Карло Фанчелли Второй (1661—1698), Карло Фанчелли Третий (?) и другие, вероятно, также близкие родственники. Иные известные художники также связаны с этой семьёй, как минимум по месту рождения: Лука Фанчелли (ок. 1430— ок. 1502) — скульптор и архитектор итальянского Возрождения. Он был помощником Филиппо Брунеллески, руководил строительством церквей Сан-Себастьяно (1460) и Сант-Андреа (1472) в Мантуе по проектам Леона Баттисты Альберти.
Доменико ди Алессандро Фанчелли (1469—1519), также из Сеттиньяно, — скульптор, работал во Флоренции и Риме, с 1508 года в Испании. В Севилье он был известен под именами «Мастер Доминго» и «Доменик Алекс Флорентиец». Во Флоренции работал ещё один представитель семьи: Джованни ди Паоло Фанчелли (?- 1586), другое имя: Нанни ди Стокко, скульптор и ювелир, ученик и помощник Баччо Бандинелли. В Мантуе и Пизе зафиксировано имя Пандольфо Фанчелли (?-1526), скульптора, который также некоторое время работал в Испании. Известны и другие мастера под этой фамилией.